# Zuid-Dublin
Zuid-Dublin (Engels: County of South Dublin/Iers: Contae Átha Cliath Theas) is een bestuurlijk graafschap in Ierland. Het ontstond in 1994 toen County Dublin bestuurlijk werd opgedeeld. South Dublin  telt 278.787 inwoners (2016). Het bestuur is gevestigd in Tallaght.

## Plaatsen
| Engels      | Iers          | Inwoners |
| ----------- | ------------- | -------- |
| Ballyboden  | Baile Buadáin | 5.193    |
| Rathcoole   | Rath Cúil     | 5.792    |
| Rathfarnham | Ráth Fearnáin | 23.276   |
| Saggart     | Teach Sagairt | 4.573    |
| Tallaght    | Tamhlacht     | 81.022   |